# PsyOpus
PsyOpus é uma banda de Mathcore dos Estados Unidos, formada em 2002 na cidade de Rochester, Nova Iorque. A banda chama a atenção pelas fortes influências do grindcore, além da velocidade e técnica dos seus intrumentistas - que se destacam mesmo no Mathcore, estilo altamente técnico -, sendo constante o uso da dissonância e da polirritmia. O destaque técnico da banda é Christopher Arp, guitarrista e líder da banda.
Por seu trabalho de inovação musical - utilizando elementos descomunais na música tradicional - e suas letras extremamente agressivas, a banda vem recebendo um grande número de apreciadores e um grande número de depreciadores ao redor do mundo.
A banda já lançou três álbuns: Ideas of Reference (2004); Our Puzzling Encounters Considered (2007); e Odd Senses (2009).